# Máté Gábor (orvos)
Máté Gábor (angolul: Gabor Maté), született: Melzer (Budapest, 1944. január 6. –) magyar származású kanadai orvos. A függőségek kutatásával és kezelésével foglalkozik. Széles körű elismertségnek örvend az ADHD (figyelemhiányos hiperaktivitás-zavar) területén végzett munkája és a témáról alkotott egyedi nézőpontja miatt, valamint azért, mert szilárd meggyőződése (amelyet egyébként tudományos kutatások konkrét eredményeivel is alátámaszt), hogy az elme, a tudat, a lélek egészsége nem választható el a test egészségétől. Amellett, hogy keresett és sokat foglalkoztatott előadó, valamint szemináriumok tartója a fenti témákban, Máté rendszeresen ír különböző lapokba, és több könyve is megjelent.

## Élete és munkássága
Zsidó származású családban született. Anyai nagyszülei az auschwitzi koncentrációs táborban haltak meg, nagynénje a második világháború alatt eltűnt, édesapját a zsidótörvények alapján munkaszolgálatra deportálták. Családjával 1956-ban Kanadába vándorolt ki. BA fokozatot szerzett angol nyelv és irodalomból a University of British Columbia-n, Vancouverben. Pár évnyi középiskolai tanárkodás után gyermekkori álmától vezérelve visszatért az egyetemre, hogy orvosi tanulmányokat folytasson.
Dr. Máté több mint 20 évig családorvosként dolgozott Kelet-Vancouverben valamint 7 évig volt a Vancouveri Kórház Palliatív Ellátási Egységének orvosi koordinátora. Jelenleg beosztott orvos a Portland Hotel nevű lakó- és ellátóközpontban, amely Vancouver Eastside belvárosi negyedében található. A legtöbb itteni páciens valamilyen elmezavarban szenved, kábítószerfüggő, HIV-fertőzött, esetleg mindhárom. Dolgozik ezen kívül Vancouver Downtown Eastside-jának kármentő drogklinikáin és egészségügyi központjaiban.
In the Realm of Hungry Ghosts c. munkájában kábítószerfüggőkkel végzett munkáját és ezzel kapcsolatos élményeit taglalja.
Címlapokra került, miután az egészségügyi miniszter által etikátlansággal vádolt Insite nevű intézményben dolgozó orvosok védelmére kelt (az Insite legális és orvosi felügyelettel működő biztonságos drogbeadási centrum).

## Munkája, nézetei
Könyveinek visszatérő témája a gyermekkor hatása az ember testi-lelki egészségének alakulására neurológiai és pszichológiai mechanizmusokon keresztül; mindezt összeköti a társadalmi változásra való igénnyel. In the Realm of the Hungry Ghosts c. könyvében a szenvedélybetegségek biológiai és szocioökonómiai gyökereire hivatkozva, a szenvedélybetegségek kezelésének új módszereit javasolja (pl. biztonságos drogbeadási centrumok létesítését). Művében leírja az ún. „korai hányattatások” (stressz, rossz bánásmód, szexuális zaklatás) szerepét a szenvedélybetegségre való hajlam kialakulásában és megnövekedésében. E tényezők gátolják a neurobiológiai fejlődést, különösen a motivációért és ösztönzésért felelős agyi kapcsolatok kialakulását. Érvelése szerint az Amerikában a „drogok ellen folytatott háború” pont azokat bünteti, akikkel egyébként is rosszul bántak és ezzel még inkább elmélyíti és súlyosbítja a szenvedélybetegek amúgy is rossz helyzetét, hiszen a kutatások is azt igazolják, hogy a stressz az addiktív viselkedés illetve a visszaesés fő kiváltó oka. Máté szerint egy olyan rendszer, amely marginalizál, kiközösít és olyan intézményekbe „utal” embereket, ahol nem részesülnek ellátásban, csak ront a problémán. Véleménye szerint a szenvedélybetegség környezeti okai a gyermekjóléti politika javításának (pl. az USA szociális, népjóléti politikája sok egyedülálló anyát kényszerít arra, hogy gyermekeiktől és otthonuktól messze vállaljanak rosszul jövedelmező munkákat) valamint a családtámogatási rendszer fejlesztésének szükségessége felé mutatnak, hiszen mára uralkodó tendenciává vált Észak-Amerikában, hogy a gyerekek gazdasági okokból nagyon fiatal koruktól kezdve rengeteg időt töltenek szüleiktől távol. Szükséges a kisebbségeket (pl. amerikai őslakos indiántörzsek) hátrányosan érintő politikai irányelvek megváltoztatása is, hiszen a hátrányos helyzet fokozott stresszel és megnövekedett addikciós kockázatokkal jár.
A gyermekkori hányattatások hatása a When the Body Says No: Understanding the Stress-Disease Connection c. könyvében is terítékre kerül. A korai élményeknek kulcsszerepe van a világról és a más emberekről alkotott kép és a stressz fiziológiájának alakulásában, mindezek olyan faktorok, amelyek befolyásolják az egészség későbbi alakulását. Máté szerint a kora gyermekkorban rögzült érzelmi minták felszínre kerülnek a későbbi személyközi interakciókban. Leírja az USA-ban végzett kutatások alapján a kora gyermekkori hányattatások (ACE-ek, azaz adverse childhood experiences, pl. a zaklatás, családi erőszak, börtönbüntetését töltő szülő, a mélyszegénység extrém stressze, elhúzódó, eldurvult válás vagy szenvedélybeteg szülő) hatását az életvezetésre és a szenvedélybetegség valamint testi és lelki betegségek kialakulásának kockázatára. Az ACE kutatások kimutatták, hogy a gyermekkori hányattatások számának növekedésével exponenciálisan nő a szenvedélybetegség kialakulásának kockázata pl. egy 6 különböző ACE-t elszenvedett fiú esetében 4600%-kal nagyobb a függőség kialakulásának kockázata. Az ACE-ek, vagyis az elszenvedett negatív gyermekkori élmények exponenciálisan növelik más betegségek kialakulásának kockázatát is pl. rák, szívbetegség, stb., illetve öngyilkosság és korai halál.
Máté szerint a szenvedélybetegségben szenvedő betegeket arra kell bátorítani, hogy fedezzék fel gyermekkorukat és annak hatását felnőttkori viselkedésükre. Összességében, Máté szerint az emberek egészségének javára válik a holisztikus hozzáállás. Állítása szerint pl. tapasztalt már olyat, hogy betegek felépültek halálos diagnózisú állapotokból azáltal, hogy testi-lelki egységükre koncentráltak az orvosi kezelési modell mellett.
Szintén sokat írt az iskolai erőszak és a figyelemhiányos hiperaktivitási zavar (ADHD), valamint más lelki betegségek számának megnövekedéséről az amerikai gyerekek körében és hogy mindez a jelen társadalmi körülmények számlájára írható, mint pl. a széttöredezett, elidegenedett társadalom és a stresszmentes, gondoskodó szülői viselkedés eltűnése. A történelem folyamán először élünk ui. olyan társadalmakban, ahol a gyerekek idejük java részét a gondoskodó szülőktől távol töltik. Azoktól a gondoskodó szülőktől, akiknek a jelenléte elengedhetetlen az agy egészséges fejlődéséhez.

## Írói munkássága
Amellett, hogy keresett és sokat foglalkoztatott előadó valamint szemináriumok tartója orvosi témákban, Máté rendszeresen ír a Vancouver Sun és Globe and Mail c. lapokba is. Mindezidáig 5 könyve jelent meg:
- The Myth of Normal: Trauma, Illness, & Healing in a Toxic Culture
- In The Realm of Hungry Ghosts: Close Encounters With Addiction (A sóvárgás démona – Ismerd meg a függőségeidet),
- Hold on to Your Kids: Why Parents Need to Matter More Than Peers (szerzőtársa Gordon Neufeld fejlődéspszichológus) (Ragaszkodjatok a gyermekeitekhez: Miért kell, hogy a szülők fontosabbak legyenek, mint a kortársak)
- When the Body Says No: The Cost of Hidden Stress, (A test lázadása – Ismerd meg a stresszbetegségeket)
- Scattered Minds: A New Look at the Origins and Healing of Attention Deficit Disorder (Szétszórt elmék: Új gondolatok a figyelemhiányos zavar eredetével és gyógyításával kapcsolatban)

## Magyar nyelven megjelent művei
- A test lázadása – Ismerd meg a stresszbetegségeket, Libri Kiadó, Budapest, 2011
- A sóvárgás démona – Ismerd meg a függőségeidet, Libri Kiadó, Budapest, 2012
- Szétszórt elmék – A hiperaktivitás új gyógymódja,  Libri Kiadó, Budapest, 2013
- A család ereje – Ragaszkodj a gyermekeidhez!, Libri Kiadó, Budapest, 2013 (társszerző: Gordon Neufeld)
- Normális vagy – Trauma, betegség és gyógyulás mérgező világunkban, Open Books, 2022 (társszerző: Máté Dániel)